# Schlacht von Gemauerthof
1. Phase: Schwedische Dominanz (1700–1709)
Dänischer Kriegsschauplatz (1700)
Humlebæk • Tönning I 
Livländ./ Estnischer Kriegsschauplatz (1700–1708)
Riga I • Jungfernhof • Varja • Pühhajoggi • Narva • Petschora • Düna • Rauge • Erastfer • Hummelshof • Embach • Tartu • Narva II • Wesenberg I • Wesenberg II
Ingermanländ./ Finnischer Kriegsschauplatz (ab 1701)
Archangelsk • Ladogasee • Nöteborg • Nyenschanz • Newa • Systerbäck • Petersburg • Wyborg I • Porvoo • Newa II • Koporje II • Kolkanpää
Litauisch-weißrussischer Kriegsschauplatz (1702–1706)
Vilnius • Saladen • Jakobstadt • Gemauerthof • Mitau • Grodno I • Olkieniki • Njaswisch • Klezk • Ljachawitschy
Polnischer Kriegsschauplatz (1702–1706)
Klissow • Pułtusk • Thorn • Lemberg • Warschau • Posen • Punitz • Tillendorf • Rakowitz • Praga • Fraustadt • Kalisch 
Russischer Kriegsschauplatz (1708–1709)
Grodno II • Golowtschin • Moljatitschi • Rajowka • Lesnaja • Desna • Baturyn • Koniecpol • Weprik • Opischnja • Krasnokutsk • Sokolki • Poltawa I • Poltawa II
2. Phase: Schweden in der Defensive (1710–1721)
Baltischer und Finnischer Kriegsschauplatz (bis 1714)
Riga II • Wyborg II • Pernau • Kexholm • Reval • Hogland • Pälkäne • Storkyro • Nyslott • Hanko 
Schwed./Norwegischer Kriegsschauplatz (1710–1721)
Helsingborg • Køge-Bucht • Bottnischer Meerbusen • Frederikshald I • Dynekilen-Fjord • Göteborg I • Strömstad • Trondheim • Frederikshald II • Marstrand • Ösel • Göteborg II • Södra Stäket • Grönham • Sundsvall
Norddeutscher Kriegsschauplatz (1711–1716)
Elbing • Wismar I • Lübow • Stralsund I • Greifswalder Bodden I • Stade • Rügen • Gadebusch • Altona • Tönning II • Stettin • Fehmarn • Wismar II • Stralsund II • Jasmund • Peenemünde • Greifswalder Bodden II • Stresow 
Die Schlacht von Gemauerthof war eine Schlacht des Großen Nordischen Krieges. Sie fand am 16. Juli 1705 zwischen der Armee des schwedischen Königs Karl XII. und der Armee des Zaren von Russland Peter der Große statt. Der Ort Gemauerthof (Mūrmuiža) liegt in Kurland, im heutigen Lettland.

## Die Beteiligten
Die russische Armee wurde von Feldmarschall Scheremetew angeführt.
Die schwedische Armee kommandierte der Generalmajor Adam Ludwig Lewenhaupt.

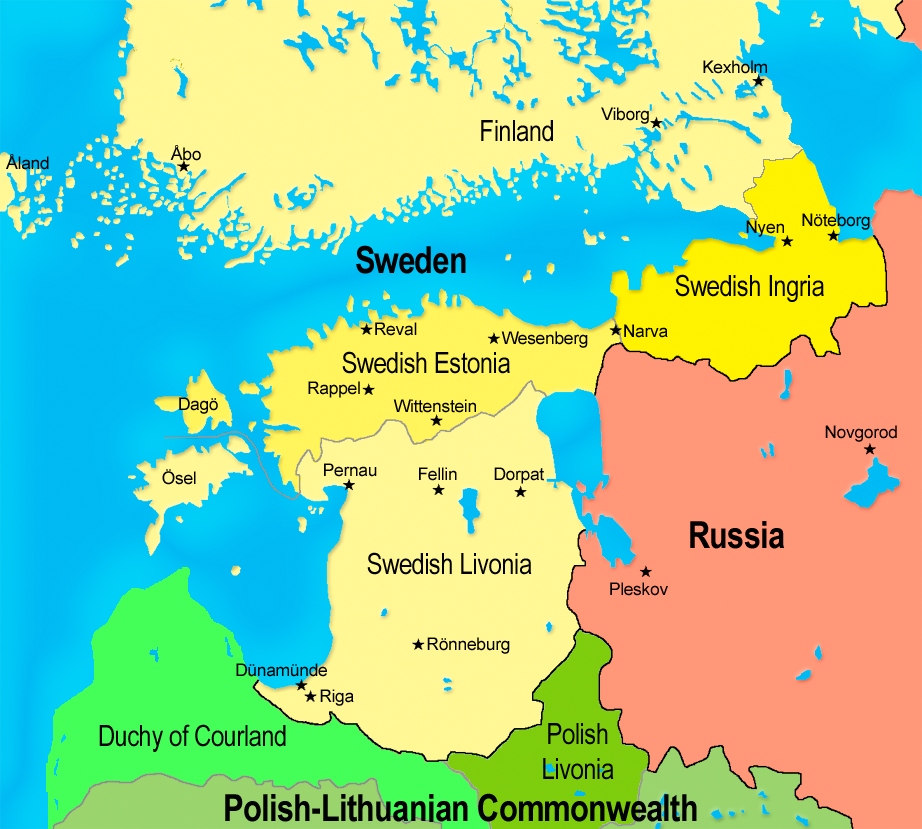
Die schwedischen Besitzungen im Baltikum
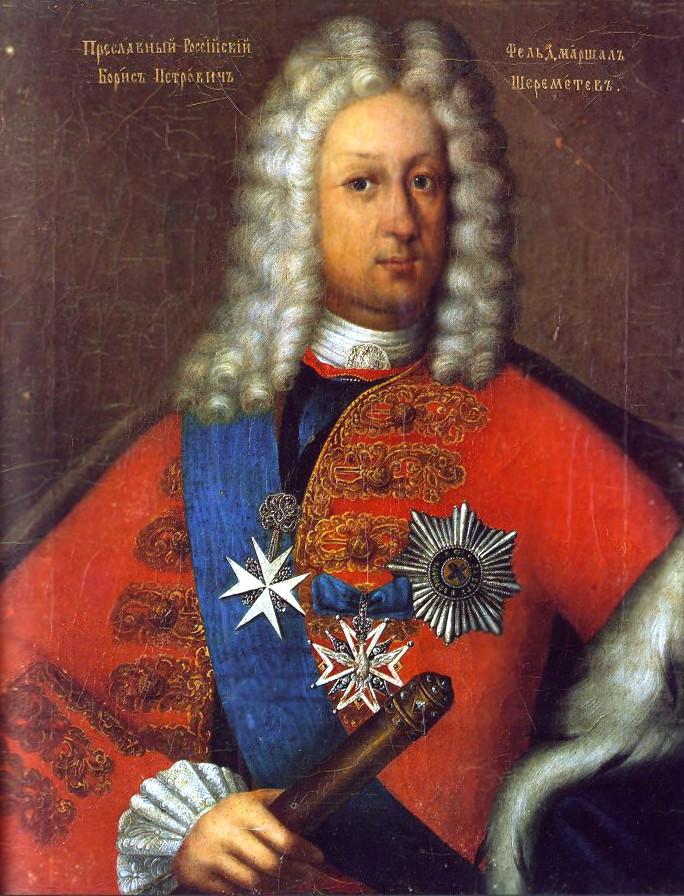
Feldmarschall Boris Petrowitsch Scheremetew
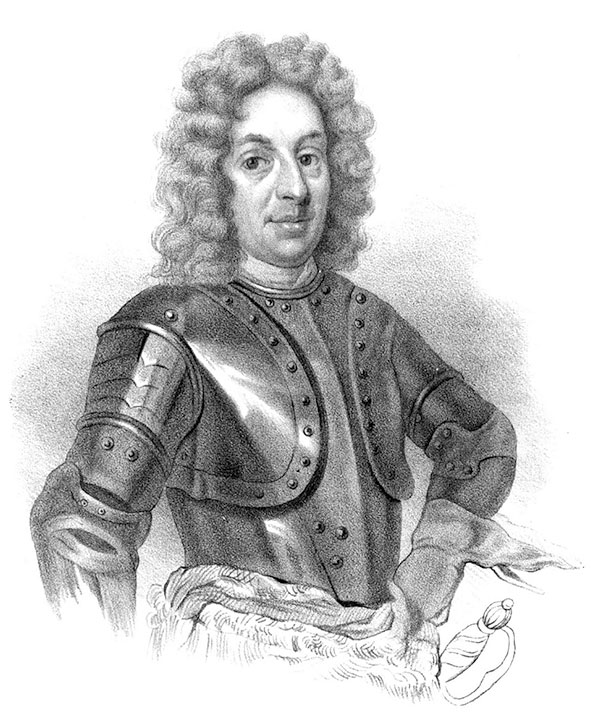
General Adam Ludvig Lewenhaupt
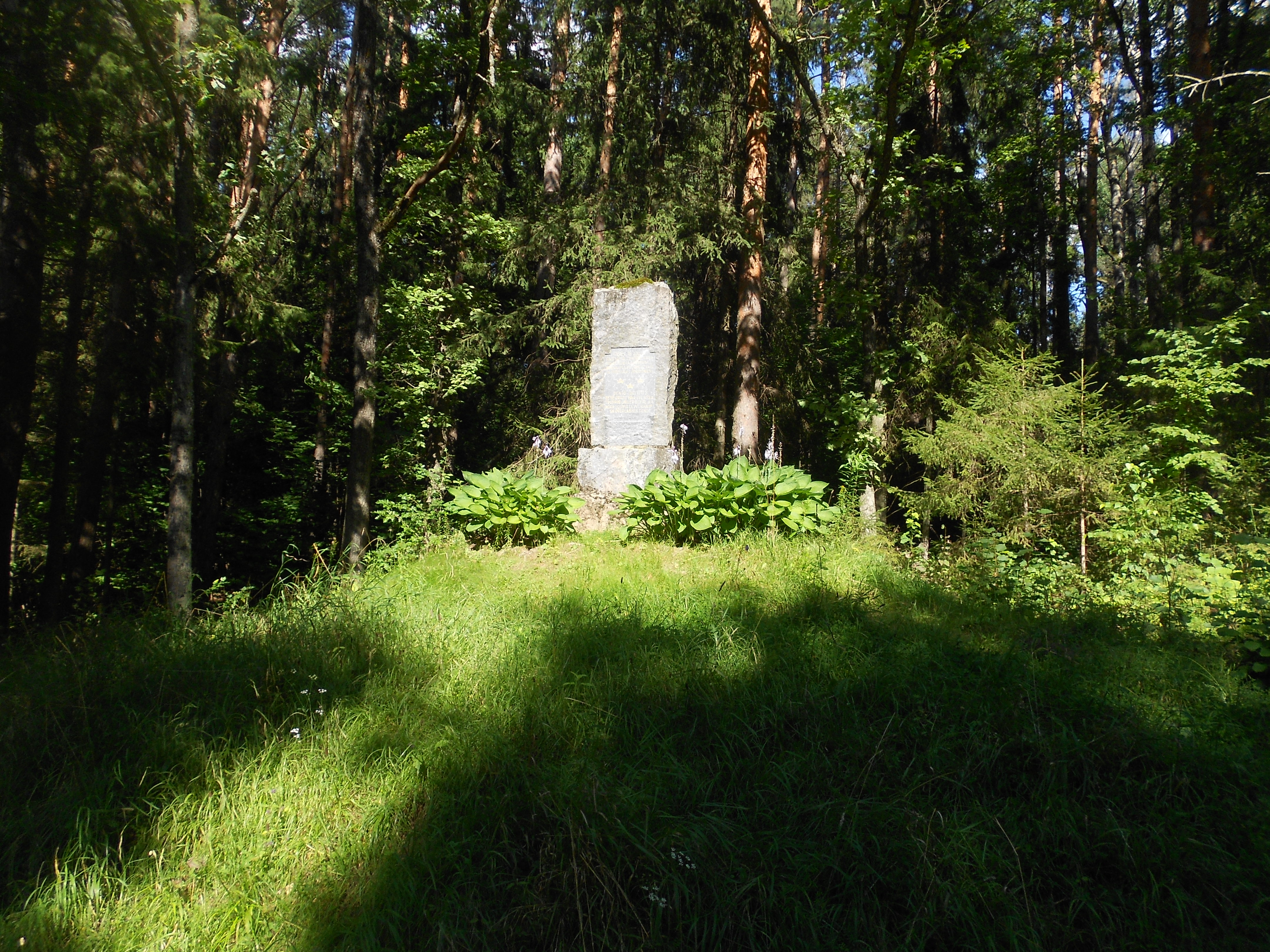
Schlachtendenkmal bei Vilce

## Im Vorfeld der Schlacht
| \| Schlacht von Gemauerthof \| |
| Lage des Schlachtfeldes        |
| Schlacht von Gemauerthof       |

Anfang Juli versammelte Lewenhaupt seine Truppen in Zagarin. Am 12. Juli marschierte die schwedische Armee nach Gemauerthof. Am 13. Juli erhielt man die Nachricht, dass die russische Armee die Stadt Mitau eingenommen habe.
Eine Abteilung schwedischer Reiter kam am 14. Juli bis in die Nähe von Mitau und fand heraus, dass die Russen sich zurückgezogen hatten. Außerdem hatte in der Stadt ein Massaker stattgefunden und die restlichen Einwohner waren verschleppt worden.
Generalmajor Lewenhaupt schätzte die russische Armee auf etwa 10 bis 12.000 Mann. In einem Kriegsrat mit seinen Kommandeuren beschloss er, sich in der Nähe von Gemauerthof zu einer Schlacht gegen die Russen zu stellen, um ihren Vormarsch zu stoppen. Der Oberbefehlshaber der russischen Armee sah darin die Möglichkeit, den Schweden eine verheerende Niederlage zu bescheren. Am 16. Juli begannen die russischen Truppen Richtung Gemauerthof zu marschieren.

## Die Schlacht
Die schwedischen Vorposten bemerkten gegen 10 Uhr morgens den Vormarsch der russischen Truppen. Die russische Armee kam aus Norden, nicht aus Osten, wie Lewenhaupt vermutet hatte. Sofort entsandte er eine Kavallerieeinheit, um Details über die Stärke und Aufmarschordnung der Russen zu erfahren.
Die Schweden waren in zwei Treffen unterteilt. Lewenhaupt hatte seine Kavallerie an die Seiten geschickt und die Artillerie in der Mitte platziert. Der rechte Flügel wurde an ein Moor angelehnt und der linke Flügel vom Flüsschen Schwete (Svēte) begrenzt. Durch das eng gewählte Schlachtfeld konnten die Russen ihre zahlenmäßige Überlegenheit nur schwer ausspielen.
Als die Russen auf breiter Front aufmarschierten, entschloss sich Lewenhaupt sofort anzugreifen, um den Gegner nicht erst zur vollen Entfaltung kommen zu lassen.
Binnen kürzester Zeit entwickelte sich eine hitzige Schlacht.
Auf dem linken Flügel gelang es der russischen Infanterie und Kavallerie, die außen positionierte schwedische Kavallerie so überraschend anzugreifen, dass diese zerstreut wurde. Dadurch geriet selbst die Grenadierkompanie des Leibregiments Lewenhaupt in Unordnung. Die russischen Kräfte waren hier einem Sieg ganz nahe, erst dem Eintreffen der Kavallerie des zweiten Treffens war es zu verdanken, dass die russische Kavallerie zurückgedrängt werden konnte. Die russische Infanterie blieb ohne Deckung zurück und wurde vernichtend geschlagen.
Auf dem rechten Flügel war der Sieg den Schweden zu keiner Zeit zu nehmen. Der Oberst Gabriel Horn führte seine Regimenter zu einem glänzenden Erfolg. Der Kampf wurde mit extremer Verbissenheit geführt. Die Infanterie und Kavallerieeinheiten wetteiferten im Töten der russischen Soldaten. Fast die komplette Infanterie der russischen Armee wurde getötet. Der Oberst hatte Bajonett befohlen, so wurden viele Russen regelrecht abgestochen. Die russische Infanterie kämpfte äußerst tapfer und ihrer Kavallerie gelang es sogar mehrfach die Schweden in Unordnung zu bringen.
Auch die Artillerie riss von Beginn an tiefe Löcher in die Reihen der Russen.
Das zweite Treffen der schwedischen Armee füllte die Lücken der Gefallenen auf und hielt dem russischen Ansturm stand. Zum Schluss ging der schwedischen Infanterie die Munition aus, die Soldaten wurden angewiesen die Munitionstaschen ihrer gefallenen Kameraden zu entleeren.
Lewenhaupt persönlich führte nach dem Tod von Oberst Horn den rechten Flügel. Als er seine Infanterie neu ordnete und zum erneuten Bajonettangriff auf die russischen Linien anführte, verließen diese angesichts der schwedischen Entschlossenheit das Schlachtfeld. In Wut und Raserei plünderten die Russen ihre eigene Bagage und erschossen alle in Mitau gefangengenommenen Schweden.
Die Überreste der zaristischen Armee zogen Richtung Wilna ab.

## Kriegsbeute
13 Kanonen, der Tross und 8 Fahnen waren die Kriegsbeute der Schweden. Gefangene gab es nur wenige.

## Die Folgen
Der Feldmarschall Scheremetew hatte einen Schuss in den Unterleib erhalten und General Baur war am Schenkel verwundet. Über 6.000 Russen waren gefallen oder verwundet.
Als das geschlagene Heer Wilna erreichte, musterte der Zar seine neuformierten 60.000 Mann. Der Zar, Peter I., war weit entfernt, den Feldmarschall für diese Niederlage zu rügen. Er erkannte, dass es möglich war, trotz dreifacher Übermacht eine Schlacht gegen die Schweden zu verlieren. Und da er jederzeit ein neues Heer, zum Teil aus zwangsrekrutierten Bauern und livländischen Vertriebenen, aufstellen konnte, wusste er, dass der Feldzug gegen die Schweden zu gewinnen war.
Peter der Große betitelte diese Niederlage als kleines Unglück ohne große Bedeutung, selbst in seinen Tagebüchern erwähnt er das Gefecht nur beiläufig. Seinen eigenen Truppen verheimlichte er die wahren Verluste und marschiert mit seinem neuformierten Heer Richtung Livland, um die Schweden endgültig zu schlagen.
Die Verluste der Schweden wurden mit 900 Toten und über 1.000 Verletzten angegeben. Außerdem wurden mehrere ranghohe Offiziere im Gefecht getötet oder schwer verwundet. Deshalb war es den Schweden nicht möglich, das russische Heer zu verfolgen.